# Flato
El flat o flato, la flatositat, la punxada o el mal de melsa és una congestió venosa abdominal que apareix de vegades en realitzar exercici físic, també es pot contraure si es parla mentre es realitza un esport. Sol ocórrer a l'inici de l'exercici o en un canvi de ritme. Es creu que aquest dolor és causat pel frec de l'estómac inflamat amb el diafragma, encara que això no explica per què el dolor ocorre amb freqüència durant la pràctica de natació, on existeix poca o cap força cap avall que pugui provocar aquest frec.

## Causes
Existeixen diverses teories sobre les causes que l'originen:
- Aportació insuficient de sang al diafragma que és el múscul principal de la respiració. Però això no explica per què el dolor es desplaça cap a la zona abdominal.
- Sobrecàrrega en els lligaments del diafragma, originada per moviments de dalt a baix. En aquest cas hauria de suportar l'embranzida dels òrgans situats per sota d'ell. Si hi ha aliments aquesta embranzida és major a causa del major pes de l'estómac.
- Segons les últimes teories, l'estómac frega quan està ple amb el peritoneu i aquest s'irrita produint dolor. El peritoneu és una membrana molt sensible que envolta a l'estómac i les vísceres.
- Si practiques algun esport i parles repetidament, es pot produir el flat.

Per a evitar el flat és convenient no menjar a menys de dues o tres hores d'una sessió d'exercici i evitar els aliments amb molt de sucre, greix i sal. Beure molt però a petits xarrups, i mai begudes amb gas.
En el cas que dolgui, el millor és parar l'activitat, flexionar-se cap endavant i pressionar, i fer un massatge a les zones adolorides. També ajuda respirar molt profundament.